# Robert Meier
Robert Meier (* 1966) ist ein deutscher Historiker und Archivar.

## Leben
Von 1987 bis 1993 studierte er in Göttingen und Köln. Nach der Promotion 1998 an der Universität Köln zur ältesten Kölner Stadtchronik (Heinrich van Beeck und seine Agrippina) absolvierte er von 1997 bis 1999 das Archivreferendariat beim Land Nordrhein-Westfalen. Von 1999 bis 2017 war er Mitarbeiter am Staatsarchiv Wertheim. Seit 2017 ist er Dozent an der Archivschule Marburg.

## Schriften (Auswahl)
- 1628 Wertheim. Eine Stadt in Krieg und Hexenverfolgung. Dettelbach 2015, ISBN 978-3-89754-464-2.
- Land und Leute. Geschichten aus Stadt und Grafschaft Wertheim. Dettelbach 2017, ISBN 3-89754-506-3.
- Julius Echter 1545–1617. Würzburg 2017, ISBN 3-429-03997-5.
- Hexenprozesse im Hochstift Würzburg. Von Julius Echter (1573–1617) bis Philipp von Ehrenberg (1624–1631). Würzburg 2019, ISBN 3-429-05382-X.